# Steffen Zesner
Steffen Zesner (ur. 28 września 1967 w Herzbergu) – niemiecki pływak specjalizujący się w stylu dowolnym.
Na Igrzyskach olimpijskich w Seulu zdobywał medale dla NRD, srebrny medal w sztafecie 4 × 200 m stylem dowolnym oraz brązowy medal w sztafecie 4 × 100 m stylem dowolnym. Zdobył także dwa brązowe medale olimpijskie dla Niemiec. Na Igrzyskach w Barcelonie w sztafecie 4 × 100 m stylem dowolnym, a w Atlancie w sztafecie 4 × 200 m stylem dowolnym.
Zesner jest multimedalistą w mistrzostw Europy i mistrzostw świata, jednak największe sukcesy odnosił w sztafetach.